# Gobierno y política de la Autoridad Nacional Palestina
El Gobierno y política de Palestina son dirigidos por la Autoridad Nacional Palestina (ANP), aunque no se trate de un Estado soberano independiente y reconocido internacionalmente. Además, posee el control político formal sobre una parte importante, pero altamente disgregada, de los territorios reclamados. La política de la ANP tiene lugar al interior del marco de una semipresidencial multi-partidista, con un Presidente y un primer ministro que comanda un gabinete. Las últimas elecciones fueron en 2006.  Desde entonces el gobierno se comprometió varias veces entre 2006 y 2020 en llamar a elecciones pero no lo hizo. En abril de 2021, después de que anunciara la celebración de las primeras elecciones nacionales en 15 años, en lo que se consideró una respuesta a las críticas sobre la legitimidad democrática de las instituciones palestinas, el presidente palestino, Mahmud Abbas, aplazó nuevamente las elecciones parlamentarias previstas para mayo de 2021, en medio de una disputa sobre la votación en  Jerusalén Oriental.  Manifestantes de Gaza y Cisjordania protestaron pidieron que las elecciones se celebraran según lo previsto, ya que para muchos serían sus primeras elecciones. Muchos consideran que los desacuerdos entre Hamás y Fatah son los que amenazan con impedir la primera votación desde 2006.

## Desarrollos políticos desde 1993
Israel y la Organización para la Liberación de Palestina firmaron los Acuerdos de Oslo que establecieron la Autoridad Nacional Palestina, un órgano rector para el período provisional en espera de las negociaciones sobre el estatus final de los Territorios Palestinos

## Poder ejecutivo
El Presidente de la Autoridad Nacional Palestina es el cargo político de más alto rango (equivalente a jefe de Estado) en la Autoridad Nacional Palestina. El presidente es elegido por medio de elecciones populares por un período de cuatro años. El presidente designa al primer ministro, quien, por tanto, no es directamente elegido ni por el Parlamento ni por los electores palestinos.
A diferencia del cargo de primer ministro en muchas otras naciones, el primer ministro palestino no sirve como un miembro del poder legislativo mientras está en el cargo. En su lugar, su nombramiento es realizado independientemente del partido gobernante; sin embargo, se espera que el primer ministro representa el partido mayoritario o la coalición gobernante en el Parlamento.
El liderazgo de la ANP ha estado disputado desde el 14 de junio de 2007 cuando se rompió el gobierno de unidad nacional porque el presidente Abbas declaró un estado de emergencia para remover a Ismail Haniya como primer ministro y el Consejo Legislativo Palestino no reconoció la legitimidad de esta medida.
La disputa entre Fatah y Hamás ha tenido como resultado que este último controle la Franja de Gaza y Fatah haga lo propio con Cisjordania, con dirigentes separados de facto en dichos territorios, ambos de dudosa legitimidad constitucional. La situación fue agravada el 9 de enero de 2009 cuando el período de gobierno de Abbas debía haber expirado y Hamás nombró a Abdel Aziz Duwaik como su propio presidente, quien como Portavoz del Consejo Legistativo Palestino puede mantener el cargo por 60 días bajo circunstancias especiales.
Tras años de negociaciones y rupturas sucesivas entre ambas partes, se logró un acuerdo de reconciliación el 23 de abril de 2014 que dio paso, el 2 de junio de 2014, a la formación de un gobierno de unidad presidido por Mahmud Abbas y compuesto por 17 ministros designados por ambos grupos. Los tres ministros residentes en la Franja de Gaza no pudieron asistir a la toma de posesión en Ramala porque Israel no les autorizó a salir. Abbas declaró que el nuevo gobierno reconocía al Estado de Israel y mantenía su compromiso de buscar un acuerdo de paz al conflicto con Israel. Se dio también seis meses de plazo para convocar nuevas elecciones presidenciales y legislativas. Las últimas elecciones habían sido en 2006. Mahmud Abás se comprometió varias veces entre 2006 y 2020 en llamar a elecciones pero no lo hizo.

### Titulares de cargos principales
| Cargo                                    | Nombre            | Partido       | Desde               |
| ---------------------------------------- | ----------------- | ------------- | ------------------- |
| Presidente en Cisjordania                | Mahmoud Abbas     | Fatah         | 15 de enero de 2005 |
| primer ministro en Cisjordania           | Salam Fayyad      | Independiente | 17 de junio de 2007 |
| Presidente interino en la Franja de Gaza | Abdel Aziz Duwaik | Hamás         | 9 de enero de 2009  |
| primer ministro en la Franja de Gaza     | Ismail Haniyeh    | Hamás         | 29 de marzo de 2006 |

## Poder legislativo
El Consejo Legislativo de Palestina (Majlis al-Tashri'i en árabe) es el poder legislativo de la Autoridad Nacional Palestina. No debe ser confundido con el Consejo Nacional de Palestina que sigue siendo el poder legislativo nacional del pueblo palestino como un todo. El Consejo Legislativo de Palestina aprobó una nueva ley en junio de 2005 que incrementó el número de miembros de 88 a 132 y estipuló que la mitad debía ser elegida bajo un sistema de representación proporcional y la otra mitad por las circunscripciones tradicionales. El 25 de enero de 2006 tuvieron lugar las últimas elecciones parlamentarias.   Los sondeos a boca de urna iniciales indicaron que Fatah ganó más escaños que los demás partidos, aunque sin obtener una mayoría, pero los resultados fueron diferentes: La alianza Cambio y Reforma, conformada por Hamás, obtuvo 74 escaños (29 proporcionales y 45 distritales) con un 44,45% de los votos; mientras que Fatah solo obtuvo 45 escaños (28 proporcionales y 17 distritales) con un 41,43%. Desde entonces no hubo más elecciones. Hamás impidió que hubiera elecciones a partir de asumir el poder. El  Consejo  lleva paralizado desde 2007, cuando Hamás tomó por la fuerza el control de la Franja de Gaza y expulsó a la Autoridad Palestina.